# Homo sapiens idaltu
Homo sapiens idaltu là một phân loài đã tuyệt chủng của người Homo sapiens sống cách đây 160.000 năm trước ở châu Phi trong thế Pleistocen. "Idaltu" từ chữ Saho-Afar có nghĩa là "đàn anh" hay "con đầu lòng".

## Phát hiện
Hóa thạch của H. s. idaltu được Tim White phát hiện tại Herto Bouri gần vùng trung tâm Awash thuộc tam giác Afar của Ethiopia vào năm 1997, nhưng lần đầu tiên được công bố vào năm 2003. Herto Bouri là một khu vực của Ethiopia nằm dưới nhiều lớp núi lửa. Bằng cách sử dụng đồng vị phóng xạ, những lớp này được xác định có niên đại trong khoảng từ 154.000 đến 160.000 năm. Ba hộp sọ bảo quản tốt đã được ghi lại, bảo quản tốt nhất là của một người đàn ông trưởng thành (Bou-VP-16/1) có dung tích não 1.450 cm³ (88 cu. in). Những hộp sọ khác bao gồm của một người đàn ông gần trưởng thành và một đứa trẻ sáu tuổi.

## Hình thái và phân loại
Hóa thạch này khác với các hóa thạch thuộc khoảng thời gian về sau của H. sapiens thời kỳ đầu, chẳng hạn như người Cro-Magnon được tìm thấy ở châu Âu và nhiều vùng khác trên thế giới, trong đó hình thái của chúng có nhiều đặc điểm cổ xưa gần với các hóa thạch châu Phi cổ xưa hơn, như sọ to và thô, mặc dù có hình dạng cầu của hộp sọ và các đặc trưng khuôn mặt điển hình của H. sapiens.
Nhà nhân loại học Chris Stringer trong bài báo năm 2003 đăng trên tạp chí Nature cho rằng "những hộp sọ này có thể là không đủ khác biệt để đảm bảo cho một tên gọi phân loài mới".
Tuy mang những đặc điểm cổ xưa, những mẫu vật này được coi là đại diện cho tổ tiên trực tiếp của chủng người hiện đại Homo sapiens sapiens, theo mô hình "nguồn gốc châu Phi gần đây (RAO)" hoặc "rời khỏi châu Phi", đã phát triển ngay sau giai đoạn này (sự phân kỳ ti thể Khoisan có niên đại không sớm hơn 110.000 TCN) ở Đông Phi. "Có nhiều đặc trưng hình thái chia sẻ giữa những hộp sọ Herto và AMHS, trừ người Neanderthal gần hiện đại ra, cung cấp các dữ liệu hóa thạch bổ sung loại bỏ người Neanderthal ra khỏi sự đóng góp đáng kể vào tổ tiên của người hiện đại." 
Định tuổi bằng kali-agon năm 2005 cho đá tuff núi lửa gắn liền với di cốt Omo cho thấy chúng có niên đại từ khoảng 195.000 năm trước đây, làm cho chúng cổ hơn các hóa thạch idaltu và là những di cốt đã biết sớm nhất của người hiện đại về giải phẫu.